# Брієнтська сільська рада
Бріє́нтська сільська рада (рос. Бриентский сельский совет) — сільське поселення у складі Кваркенського району Оренбурзької області Росії.
Адміністративний центр — село Брієнт.

## Історія
Станом на 2002 рік існували Брієнтська сільська рада (село Брієнт, селище Комсомольський) та Просторська сільська рада (село Простори).
2013 року ліквідована Просторська сільська рада, територія увійшла до складу Брієнтської сільради.

## Населення
Населення — 1383 особи (2019; 1714 в 2010, 2225 у 2002).

## Склад
До складу сільської ради входять:
| Населений пункт        | Населення, осіб (2002) | Населення, осіб (2010) |
| ---------------------- | ---------------------- | ---------------------- |
| Брієнт, село           | 977                    | 815                    |
| Комсомольський, селище | 182                    | 149                    |
| Простори, село         | 1066                   | 750                    |